# Worker policing

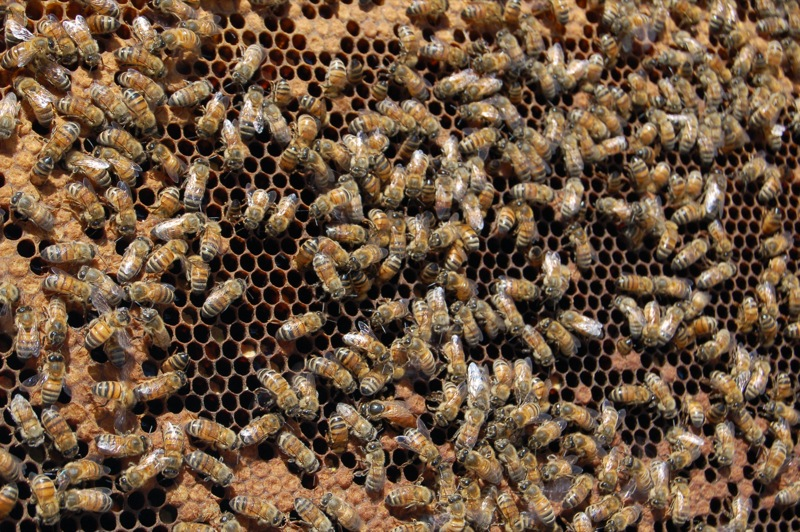
Il controllo delle operaie è un fenomeno che si riscontra nelle api mellifere e in altri imenotteri, tra cui alcune specie di bombi, formiche e vespe.

Il worker policing ("controllo delle operaie") è un comportamento osservato nelle colonie di imenotteri sociali (formiche, api e vespe) in cui le operaie mangiano o rimuovono le uova deposte da altre operaie anziché quelle deposte da una regina. Il controllo delle operaie assicura che la prole della regina prevalga nel gruppo. In alcune specie di api, formiche e vespe, le operaie o la regina possono anche comportarsi in modo aggressivo nei confronti delle operaie fertili.
I meccanismi proposti per il riconoscimento delle uova deposte dalle operaie o delle operaie riproduttive attive includono idrocarburi marcatori sulla superficie delle uova deposte dalla regina, idrocarburi della cuticola sulle operaie riproduttive e riconoscimento dei compagni di nido. In rari casi, le uova deposte dalle operaie trasportano idrocarburi imitati dalla regina e sfuggono al controllo, una condizione nota come sindrome anarchica.
Non tutte le forme di controllo richiedono la presenza di una regina nella colonia; esso si verifica anche in alcune specie di formiche che stabiliscono una gerarchia di dominanza delle operaie riproduttive, dove si riproducono gli individui di rango più elevato.

## Base evolutiva

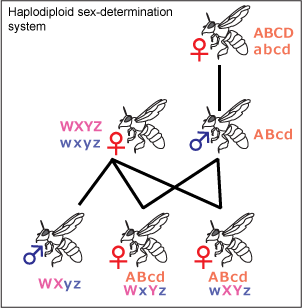
Il sistema di determinazione del sesso aplodiploide ha conseguenze sul comportamento delle operaie addette al controllo.

In molte comunità di insetti sociali, il sesso è determinato dall'aplodiploidia. I fuchi maschi aploidi si sviluppano da uova non fecondate, mentre le femmine diploidi si sviluppano da uova fecondate. Le regine di una colonia possono accoppiarsi con uno o più fuchi. In molte specie di formiche, api e vespe, le operaie mantengono ovaie funzionali, ma non possono accoppiarsi. Quindi, producono solo prole maschile. In media, una regina condivide metà dei suoi geni con i suoi figli, ma condivide solo un quarto dei suoi geni con i figli delle operaie fertili. Pertanto, è nell'interesse della regina che vengano allevati i propri figli, e non i figli delle operaie.
Al contrario, l'operaia condivide metà dei suoi geni con i suoi figli e solo un quarto con fratelli o sorelle. Ciò si traduce in un conflitto in cui la regina e le operaie sono in disaccordo sulla proporzione di prole maschile che contribuiscono a generare, poiché ciascuna parte cerca di massimizzare la propria idoneità riproduttiva. Le regine favoriscono la nascita dei propri figli e le operaie fanno altrettanto con i propri, non impedendo alle loro sorelle di deporre uova a causa dell'elevata prossimità genetica con i "nipoti".
Il controllo delle operaie della colonia avviene quando esse sono geneticamente più strettamente imparentate con la regina che con la femmina riproduttiva. In molti casi, le uova della femmina operaia vengono mangiate o questa viene ripetutamente attaccata da altre operaie. Questo meccanismo di rimozione delle uova assicura che i figli della regina predominino.
Gli esperimenti che confermano il ruolo della selezione della parentela nel controllo delle operaie dimostrano gli effetti di accoppiamenti multipli, che possono portare a un grado di parentela medio più basso tra le operaie. Le regine della vespa sociale Dolichovespula saxonica si accoppiano singolarmente o in gruppo. È stato osservato osservato una forte correlazione positiva tra parentela delle operaie e produzione maschile in queste vespe. Dopo aver controllato il numero di uova deposte, negli studi si mette in evidenza che gli accoppiamenti multipli della regina favoriscono il controllo reciproco delle operaie.
Sebbene le prime teorie sul controllo delle operaie si concentrassero sulla componente di selezione della parentela, le prove provenienti dalle api mellifere suggeriscono che a volte l'altruismo è un comportamento imposto. Meno operaie si riproducono man mano che aumenta l'efficacia del controllo, e l'efficacia di esso diminuisce con l'aumento del grado di parentela, tranne nelle colonie senza regina. Ciò suggerisce che il controllo delle operaie è una "sanzione sociale" imposta a individui egoisti.

## Meccanismi proposti per il riconoscimento dei parenti
I meccanismi ipotizzati per la discriminazione delle uova nel controllo delle operaie includono idrocarburi delle regine, idrocarburi delle operaie fertili e riconoscimento dei compagni di nido.

### Idrocarburi della regina

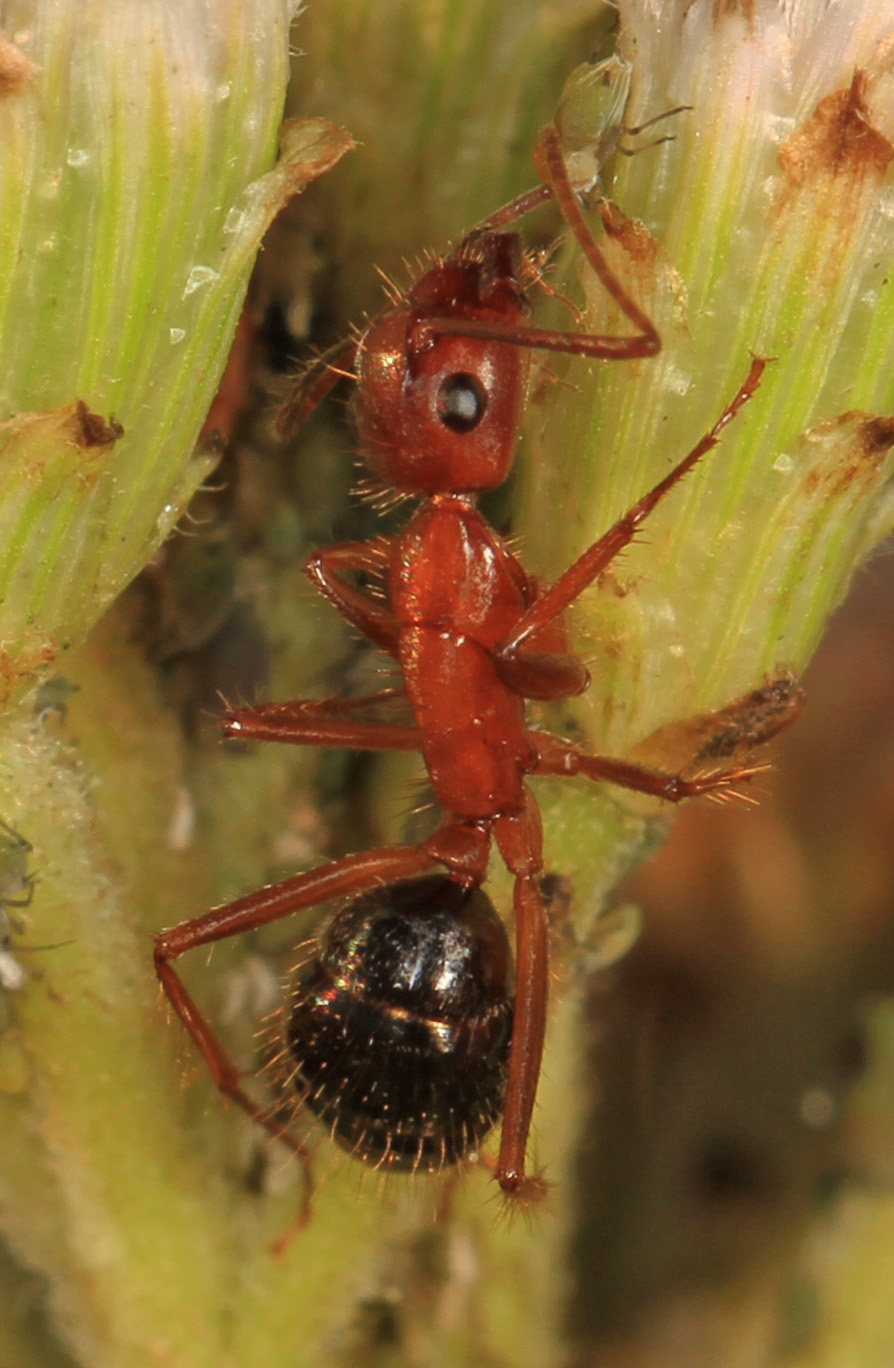
Camponotus floridanus intento a estrarre la melata da un afide.

Uno studio sulla formica carpentiere Camponotus floridanus ha trovato uno speciale idrocarburo di superficie sulle uova deposte dalla regina. Le operaie nella colonia con le uova della regina si sono astenute dalla deposizione delle uova, mentre altri gruppi che non avevano uova deposte dalla regina hanno mostrato una riproduzione delle operaie. Quindi, l'idrocarburo potrebbe agire come un segnale per allertare le operaie di interrompere la riproduzione. Più in generale, tuttavia, gli autori hanno concluso che gli idrocarburi erano un segnale di fertilità. Non si sa ancora come avviene la decisione di limitare la riproduzione o quale soglia minima di fertilità nella regina sia necessaria per ridurre la riproduzione delle operaie.

### Idrocarburi delle operaie fertili
Lo studio degli idrocarburi della cuticola è stato applicato anche alle operaie riproduttive. In alcune colonie della formica di tipo Ponerinae Platythyrea punctata, la presenza di CHC nelle nuove operaie riproduttive ha innescato comportamenti aggressivi da parte del resto della colonia, spesso tra nuove e vecchie operaie riproduttive. Nello specifico, esse hanno strofinato un idrocarburo marcatore sulle antenne delle nuove femmine, identificandole come rivali e bersagli di aggressione.

### Riconoscimento del compagno di nido
Contrariamente alle altre specie di formiche, il controllo delle operaie nella Formica fusca sembra incorporare il riconoscimento dei compagni di nido oltre agli idrocarburi della regina. Le operaie hanno mostrato livelli più elevati di aggressività verso i non compagni di nido e hanno anche rimosso alcune uova deposte dalla regina. Pertanto, gli idrocarburi della regina non erano l'unico fattore che contribuiva alla discriminazione delle uova.

## Esempi di imenotteri sociali
Il controllo delle operaie si è evoluto in modo convergente in diverse specie di insetti sociali. I seguenti casi sono esempi:

### Api

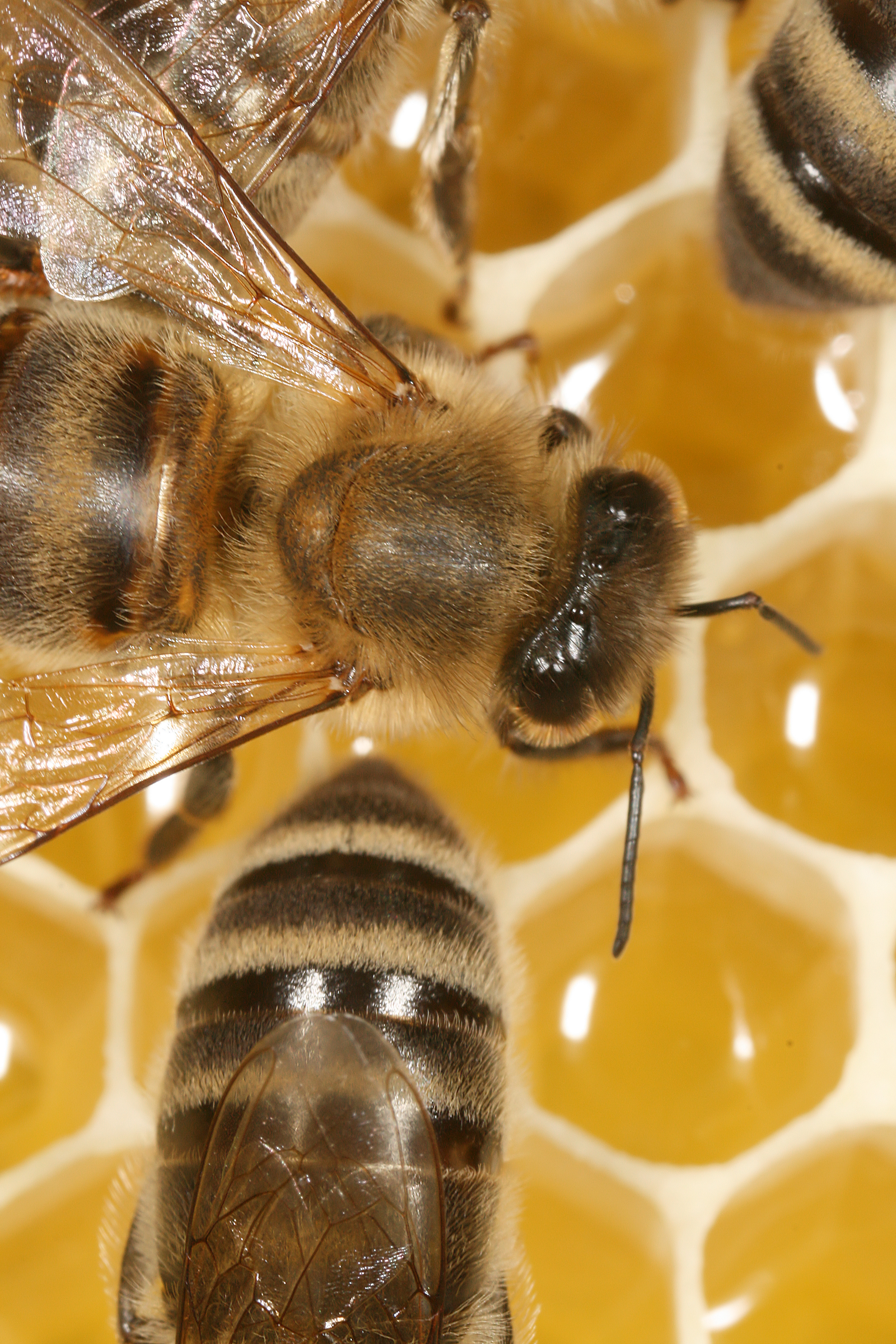
Le operaie dell'Apis mellifera rimuovono le uova deposte dalle operaie mangiandole (ovofagia).

Uno dei primi esempi di controllo delle operaie ad essere scoperto è stato nell'Apis mellifera. Il controllo delle operaie è prevalente nella maggior parte delle colonie di api mellifera e la riproduzione delle operaie è minima (0,12%) in questa specie. Il controllo delle operaie avviene tramite il consumo di uova nelle colonie di Apis mellifera. In molti di questi alveari, l'attivazione delle ovaie nelle femmine fertili è diminuita, il che suggerisce che ci sono disincentivi alla deposizione delle uova.
Si dice che anche le operaie nelle colonie dell'ape nana, Apis florea, siano coinvolte nell'ovofagia. Utilizzando l'analisi dei microsatelliti, i ricercatori hanno concluso che nessun fuco maturo aveva alleli non-regina nelle colonie da loro studiate. Quindi, anche se le operaie avevano ovaie attivate ed erano in grado di deporre uova, il controllo delle operaie garantiva la sterilità funzionale delle operaie altrimenti fertili.
Si dice che una percentuale più alta di operaie femmine della specie di api Apis cerana attivi le proprie ovaie rispetto a quelle di Apis mellifera o Apis florea. Quando le regine venivano rimosse, fino al 40% delle operaie attivava le proprie ovaie nei giorni successivi. Tuttavia, le operaie "di controllo" continuavano a mangiare le uova deposte dalle operaie, il che suggerisce che il meccanismo di controllo in questa specie non comporta un intervento diretto da parte della regina.
L'osservazione che tutte queste specie di Apis praticano la poliandria ha portato i ricercatori a concludere che il controllo delle operaie è plesiomorfo per il genere Apis.
Il controllo delle operaie avviene anche nei bombi primitivamente eusociali come Bombus terrestris.

### Formiche

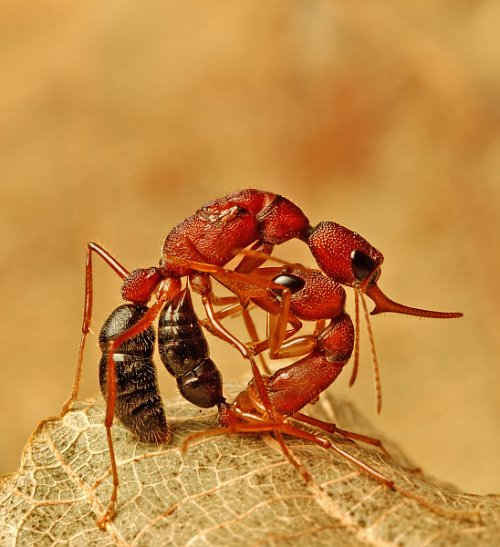
Operaia di Harpegnathos saltator che uccide una regina straniera.

Nelle colonie della formica di tipo Ponerinae Pachycondyla inversa, le operaie mangiano le uova delle operaie femmine fertili, note come gamergate, e mostrano un comportamento aggressivo nei confronti delle femmine che depongono le uova.
Nelle colonie della formica Gnamptogenys menadensis, le operaie a volte si accoppiano e depongono uova mentre altre rimangono vergini per deporre uova trofiche da usare come cibo. In una dimostrazione di controllo, le operaie possono immobilizzare le operaie riproduttive femmine mordendone gli arti; si dice che il 50% delle vittime muoia a causa di questo trattamento. Le operaie che attaccano possono anche trascinare le operaie offese fuori dalla colonia. Poiché le operaie possono deporre uova sia maschili che femminili, il controllo delle operaie potrebbe essere favorito poiché il costo per la comunità è elevato.
Anche la specie di formica Aphaenogaster smythiesi japonica mostra prove di controllo delle operaie. Quando i ricercatori hanno separato e poi riunito le operaie delle colonie che avevano o non avevano regine, le operaie delle colonie contenenti regine hanno attaccato le operaie con ovaie attivate delle colonie senza regina.
Nella formica Streblognathus peetersi (le cui colonie non hanno la regina), il controllo delle operaie aiuta a selezionare i gamergate. Le operaie immobilizzano i gamergate con fertilità ridotta, consentendo alle operaie di alto rango di subentrare come nuovi gamergate.
Nella formica di tipo Ponerinae Harpegnathos saltator, il controllo delle operaie impedisce che il numero di operaie riproduttive diventi eccessivo. La specie ha gamergate, che depongono le uova ma raramente svolgono altri compiti, quindi averne troppe ridurrebbe l'efficienza della colonia. I numeri di gamergate sono piuttosto stabili, poiché le operaie sterili prendono di mira le operaie che hanno appena deposto le uova saltandoci sopra e tenendole: questo impedisce loro in modo efficiente di deporre le uova e nel giro di poche settimane tornano a essere operaie subordinate e sterili. Tuttavia, una volta che le nuove operaie che hanno deposto le uova raggiungono il livello di attività ovarica di un gamergate, le operaie sterili (di controllo) le ignorano. Il segnale utilizzato dalle operaie di controllo è costituito da idrocarburi della cuticola trasmessi solo tramite contatto diretto, piuttosto che essere un feromone rilevato dall'olfatto. Allo stesso modo, l'inibizione delle operaie che depongono le uova è ottenuta tramite aggressione fisica diretta da parte delle operaie di controllo, non tramite alcun feromone prodotto da regine o gamergate.

### Vespe

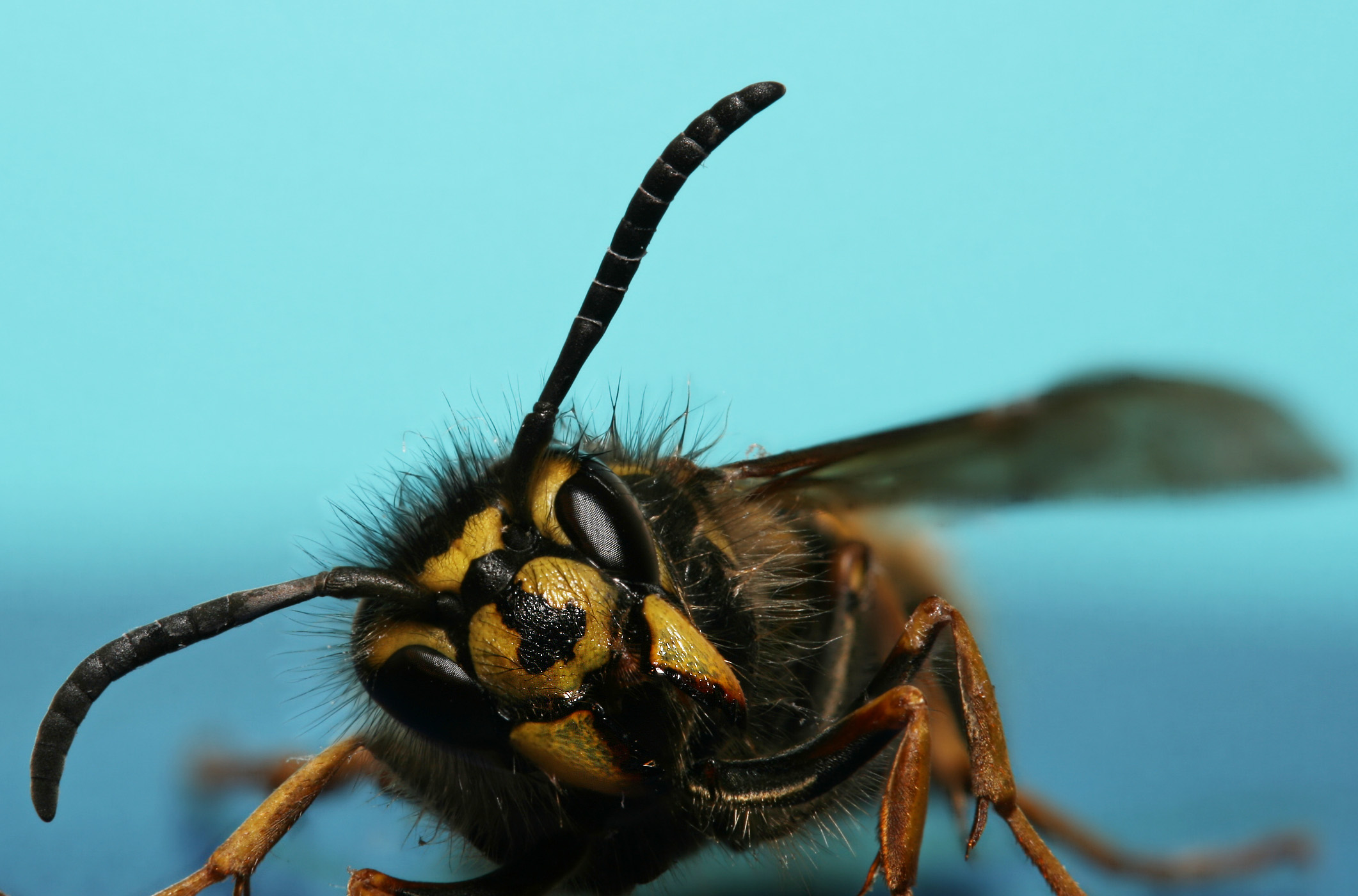
Le operaie di Dolichovespula sylvestris possono mostrare aggressività verso altre operaie fertili.

Anche la vespa degli alberi Dolichovespula sylvestris mostra un comportamento di controllo da parte delle operaie. In queste comunità di vespe vengono segnalati sia il consumo di uova che l'aggressività, e anche la regina è coinvolta nel processo di controllo. Un comportamento simile è stato osservato nella specie strettamente correlata Dolichovespula media.
Nelle colonie della vespa cartonaia, Polistes chinensis antennalis, le operaie possono deporre fino a un quarto delle uova maschili nella colonia. Il numero di uova sopravvissute alla schiusa, tuttavia, era minimo rispetto al numero prodotto dalla regina. L'analisi dei marcatori microsatellite ha mostrato che sia le regine che le operaie hanno contribuito al controllo delle uova deposte dalle operaie e dalle regine anche nelle colonie monogine (in cui un maschio può accoppiarsi solo con una femmina durante la sua vita, ma la femmina può accoppiarsi con più di un maschio) e monandre (ossia in cui gli individui hanno un solo partner maschile per un periodo di tempo).
La vespa comune, Vespula vulgaris, è impegnata nel controllo delle operaie, ed è noto che un numero significativo di operaie ha ovaie attive. Tuttavia, studi condotti da ricercatori hanno suggerito che la parentela potrebbe non essere il fattore chiave nello sviluppo del controllo delle operaie. Piuttosto, si ipotizza che il controllo delle operaie sia stato selezionato a causa della soppressione dei conflitti nella colonia.
In un test di controllo delle operaie, i ricercatori hanno esaminato la rimozione delle uova deposte dalle operaie in Vespula rufa, una vespa che ha una bassa paternità. Nelle condizioni di test, il controllo delle operaie non è stato così efficiente e alcuni dei droni sembravano provenire da uova deposte dalle operaie.
In precedenza si pensava che il calabrone europeo, Vespa crabro, fosse sotto il controllo riproduttivo del feromone da parte della regina, il che spiega perché le altre femmine non si riproducevano, nonostante ne fossero capaci. Gli esperimenti di Foster hanno dimostrato che le operaie stavano invece regolando la sterilità l'una nell'altra, esibendo così un controllo delle operaie. Mentre ogni operaia è in grado di riprodursi, la colonia nel suo insieme è più efficiente e organizzata se le operaie consentono solo alla regina di deporre le larve.
La Synoeca cyanea si occupa anche di controllo delle operaie nei periodi in cui non è necessario il ripopolamento delle regine. Impediscono alle femmine di deporre le uova attraverso un comportamento aggressivo e mangiando le uova.

## Eccezioni

### Sindrome anarchica
Molto raramente, le api operaie femmine depongono uova che sfuggono al controllo delle operaie, in un processo noto come sindrome anarchica. Le operaie riproduttive femmine in queste colonie attivano le loro ovaie anche in presenza di una regina. Le uova delle operaie sono consentite perché imitano gli idrocarburi della regina. Quindi, le operaie femmine possono massimizzare la loro idoneità riproduttiva a spese della colonia. La sindrome anarchica è un esempio di selezione che opera in direzioni opposte a livello individuale e di gruppo.

### Controllo "egoista" delle operaie
È stato dimostrato che Temnothorax unifasciatus, una formica di tipo myrmicinae, non ha un controllo collettivo delle operaie. Tuttavia, quando una regina viene rimossa, appare un ordine di rango per la riproduzione, in cui i riproduttori di grado più alto mostrano aggressività verso le operaie di grado inferiore. Pertanto, le riduzioni nella deposizione delle uova sono create da gerarchie di dominanza. Gli individui non agiscono a beneficio della colonia, optando invece per aumentare la propria forma fisica deponendo le proprie uova e riducendo i contributi degli avversari.
Questo tipo di politica è comune nelle vespe Dolichovespula norwegica dove, nonostante siano più imparentate con i figli di altre operaie, le uova deposte dalle operaie venivano consumate da altre operaie.

### Controllo delle operaie senza conflitto genetico
Nella formica telitoca Platythyrea punctata, le colonie sono clonali; pertanto, le operaie sono tutte geneticamente imparentate in modo equo e non è previsto un controllo delle operaie in quanto non vi è alcun conflitto genetico. Tuttavia, ci si aspetterebbero gravi effetti sulle condizioni della colonia se le operaie riproduttive non fossero controllate. Ad esempio, si prevede che più tempo dedicato alla riproduzione individuale sminuisca la cura della prole della regina. Negli studi su queste formiche, le operaie hanno effettivamente mostrato un controllo delle operaie, come dimostrato dall'aumentata aggressività nei confronti delle operaie riproduttive. Il controllo delle operaie qui è favorito per l'efficienza del gruppo.